# Обыкновенное дифференциальное уравнение
Обыкновенное дифференциальное уравне́ние (ОДУ) — дифференциальное уравнение для функции от одной переменной (этим оно отличается от уравнения в частных производных, где неизвестная — функция нескольких переменных.) Таким образом, ОДУ — уравнения вида
{\displaystyle F(x,y,y',y'',...,y^{(n)})=0,\qquad (1)}
где {\displaystyle y(x)} — неизвестная функция (возможно, вектор-функция, тогда {\displaystyle F}, как правило, тоже вектор-функция со значениями в пространстве той же размерности; в этом случае говорят о системе дифференциальных уравнений), зависящая от независимой переменной {\displaystyle x}, штрих означает дифференцирование по {\displaystyle x}. Число {\displaystyle n} (порядок старшей производной, входящей в данное уравнение) называется порядком дифференциального уравнения (1).
Независимая переменная {\displaystyle x} часто интерпретируется (особенно в дифференциальных уравнениях, возникающих в физических и других естественно-научных задачах) как время, поэтому её часто обозначают буквой {\displaystyle t}. Переменная {\displaystyle y} — некоторая величина (или совокупность величин, если {\displaystyle y} является вектор-функцией), изменяющаяся со временем. Например, {\displaystyle y} может означать набор координат точки в пространстве; в этом случае уравнение (1) описывает движение точки в пространстве, то есть изменение её координат с течением времени. Независимая переменная {\displaystyle x} обычно принимает вещественные значения, однако рассматриваются и дифференциальные уравнения, в которых переменная {\displaystyle x} комплексная (так называемые уравнения с комплексным временем).
 Наиболее часто встречаются дифференциальные уравнения вида
{\displaystyle y^{(n)}=f(x,y,y',y'',...,y^{(n-1)}),\qquad (2)}
в которых старшая производная {\displaystyle y^{(n)}} выражается в виде функции от переменных {\displaystyle x,} {\displaystyle y} и производных {\displaystyle y^{(i)}} порядков меньше {\displaystyle n.} Такие дифференциальные уравнения называются нормальными или разрешёнными относительно производной.
В противоположность уравнениям вида (2), дифференциальные уравнения вида (1) называются уравнениями, не разрешёнными относительно производной или неявными дифференциальными уравнениями.
Классическим решением дифференциального уравнения (2) называется {\displaystyle n} раз дифференцируемая функция {\displaystyle y(x)}, удовлетворяющая уравнению во всех точках своей области определения. Обычно существует целое множество таких функций, и для выбора одного из них требуется наложить на него дополнительное условие. Начальным условием для уравнения (2) называется условие
{\displaystyle y(x_{0})=y_{0},\ y'(x_{0})=y_{0}^{(1)},y''(x_{0})=y_{0}^{(2)},\,\ldots ,\,y^{(n-1)}(x_{0})=y_{0}^{(n-1)},\qquad (3)}
где {\displaystyle x_{0}} — некоторое фиксированное значение независимой переменной (фиксированный момент времени), а {\displaystyle y_{0}} и {\displaystyle y_{0}^{(i)}} — соответственно, фиксированные значения функции {\displaystyle y} и всех её производных до порядка {\displaystyle n-1} включительно. Дифференциальное уравнение (2) вместе с начальным условием (3) называется начальной задачей или задачей Коши:
{\displaystyle \left\{{\begin{array}{lcl}y^{(n)}=f(x,y,y',y'',...,y^{(n-1)}),\\{}\\y(x_{0})=y_{0},\ y'(x_{0})=y_{0}^{(1)},y''(x_{0})=y_{0}^{(2)},\,\ldots ,\,y^{(n-1)}(x_{0})=y_{0}^{(n-1)}.\end{array}}\right.}
Теорема существования и единственности решения обыкновенного дифференциального уравнения описывает совокупность всех решений обыкновенного дифференциального уравнения. Является основным теоретическим положением при изучении обыкновенных дифференциальных уравнений.
Теорема Пикара утверждает, что при достаточно общих ограничениях на функцию {\displaystyle f}, стоящую в правой части уравнения (2), задача Коши для этого уравнения имеет единственное решение, определённое на некотором интервале оси времени {\displaystyle x}, содержащем начальное значение {\displaystyle x_{0}} (этот интервал, вообще говоря, может не совпадать со всей осью).
Основные задачи и результаты теории дифференциальных уравнений: существование и единственность решения различных задач для ОДУ, методы решения простейших ОДУ, качественное исследование решений ОДУ без нахождения их явного вида.
Теорема о зависимости решений обыкновенных дифференциальных уравнений от параметров формулирует зависимость свойств решений обыкновенных дифференциальных уравнений от параметров этих уравнений.

## История
Дифференциальные уравнения встречались уже в работах И. Ньютона и Г. Лейбница; термин «дифференциальные уравнения» принадлежит Лейбницу. Ньютон при создании исчисления «флюксий» и «флюент» ставил две задачи: по данному соотношению между флюентами определить соотношение между флюксиями; по данному уравнению, содержащему флюксии, найти соотношение между флюентами. С современной точки зрения, первая из этих задач (вычисление по функциям их производных) относится к дифференциальному исчислению, а вторая составляет содержание теории обыкновенных дифференциальных уравнений. Задачу нахождения неопределённого интеграла F(x) функции f(x) Ньютон рассматривал просто как частный случай его второй задачи. Такой подход был для Ньютона как создателя основ математического естествознания вполне оправданным: в очень большом числе случаев законы природы, управляющие теми или иными процессами, выражаются в форме дифференциальных уравнений, а расчёт течения этих процессов сводится к решению дифференциального уравнения.
Основное открытие Ньютона, то, которое он счёл нужным засекретить и опубликовал лишь в виде анаграммы, состоит в следующем: «Data aequatione quotcunque fluentes quantitae involvente fluxiones invenire et vice versa». В переводе на современный математический язык это означает: «Полезно решать дифференциальные уравнения». В настоящее время теория дифференциальных уравнений представляет собой трудно обозримый конгломерат большого количества разнообразных идей и методов, в высшей степени полезный для всевозможных приложений и постоянно стимулирующий теоретические исследования во всех отделах математики.

## Примеры
- Одно из простейших применений дифференциальных уравнений — решение нетривиальной задачи нахождения траектории тела по известным проекциям ускорения. Например, в соответствии со вторым законом Ньютона, ускорение тела пропорционально сумме действующих сил; соответствующее дифференциальное уравнение имеет вид {\displaystyle m{\ddot {x}}=F(x,t)}. Зная действующие силы (правая часть), можно решить это уравнение и, учитывая начальные условия (координаты и скорость в начальный момент времени), найти траекторию движения точки.
- Дифференциальное уравнение {\displaystyle y'=y}, вместе с начальным условием {\displaystyle y(0)=1}, задаёт экспоненту: {\displaystyle y(x)=e^{x}}. Если {\displaystyle x} обозначает время, то эта функция описывает, например, рост популяции в условиях неограниченности ресурсов, а также и многое другое.
- Решением дифференциального уравнения {\displaystyle y'=f(x)}, правая часть которого не зависит от неизвестной функции, является неопределённый интеграл

{\displaystyle y(x)=\int \!f(x)\,dx+C,}
где {\displaystyle C} — произвольная константа.

## Дифференциальные уравнения первого порядка

### Уравнения с разделяющимися переменными
Дифференциальное уравнение {\displaystyle {\dot {y}}=f(x,y)} называется уравнением с разделяющимися (отделяющимися) переменными, если его правая часть представима в виде {\displaystyle y'=f_{1}(x)f_{2}(y)}. Тогда, в случае {\displaystyle f_{2}(y)\neq 0}, общим решением уравнения является {\displaystyle \int \!{\frac {dy}{f_{2}(y)}}=\int \!f_{1}(x)\,dx}.

#### Примеры физических задач, приводящих к уравнениям с разделяющимися переменными

##### Охлаждение тела
Пусть {\displaystyle T} — температура тела, {\displaystyle T_{0}} — температура окружающей среды ({\displaystyle T>T_{0}}). Пусть {\displaystyle Q} — количество теплоты, {\displaystyle c} — удельная теплоёмкость. Тогда количество теплоты, передаваемое окружающей среде до выравнивания температур, выражается формулой {\displaystyle Q=mc(T-T_{0})}, или, в дифференциальной форме, {\displaystyle dQ=mc\,dT}. С другой стороны, скорость отдачи тепла можно выразить в виде {\displaystyle dQ=-k(T-T_{0})\,dt}, где {\displaystyle k} — некий коэффициент пропорциональности. Исключая из этих двух уравнений {\displaystyle dQ}, получаем уравнение с разделяющимися переменными:
{\displaystyle mc\,dT=-k(T-T_{0})\,dt}.
Общим решением этого уравнения является семейство функций {\displaystyle T=T_{0}+Ce^{-{\frac {kt}{mc}}}}.

### Однородные уравнения
Дифференциальное уравнение {\displaystyle {\dot {y}}=f(x,y)} называется однородным, если {\displaystyle f(x,y)} — однородная функция нулевой степени. Функция {\displaystyle f(x,y)} называется однородной степени {\displaystyle k}, если для любого {\displaystyle \lambda >0} выполняется равенство {\displaystyle f(\lambda x,\lambda y)=\lambda ^{k}f(x,y)}.
Замена {\displaystyle y(x)=xz(x)} приводит при {\displaystyle x>0} однородное уравнение к уравнению с разделяющимися переменными: 

{\displaystyle f(x,xz)=x^{0}f(1,z)=f(1,z)}
{\displaystyle {\dot {y}}=x{\dot {z}}+z}
Подставив в исходное уравнение, получаем: 

{\displaystyle {\dot {z}}={\frac {1}{x}}(f(1,z)-z)},
что является уравнением с разделяющимися переменными.

### Квазиоднородные уравнения
Дифференциальное уравнение {\displaystyle {\dot {y}}=f(x,y)} называется квазиоднородным, если для любого {\displaystyle \lambda >0} выполняется соотношение {\displaystyle f\left(\lambda ^{\alpha }x,\lambda ^{\beta }y\right)=\lambda ^{\beta -\alpha }f(x,y)}.
Данное уравнение решается заменой {\displaystyle y=z^{\frac {\beta }{\alpha }}}: 

{\displaystyle {\dot {z}}={\frac {\alpha }{\beta }}\left(z^{-{\frac {1}{\alpha }}}\right)^{\beta -\alpha }f\left(x,z^{\frac {\beta }{\alpha }}\right)}
В силу квазиоднородности, положив {\displaystyle \lambda =z^{-{\frac {1}{\alpha }}}}, получаем: 

{\displaystyle \left(z^{-{\frac {1}{\alpha }}}\right)^{\beta -\alpha }f\left(x,z^{\frac {\beta }{\alpha }}\right)=f\left({\frac {x}{z}},1\right)}
{\displaystyle {\dot {z}}={\frac {\alpha }{\beta }}f\left({\frac {x}{z}},1\right)},
что, очевидно, является однородным уравнением.

### Линейные уравнения
Дифференциальное уравнение {\displaystyle y'+a(x)y=b(x)} называется линейным и может быть решено тремя методами: методом интегрирующего множителя, методом вариации постоянной или методом Бернулли.

#### Метод интегрирующего множителя
Пусть задана функция {\displaystyle \mu (x)} — интегрирующий множитель, в виде: 

{\displaystyle \mu (x)=e^{\int \!a(x)\,dx}}
Умножим обе части исходного уравнения на {\displaystyle \mu (x)}, получим: 

{\displaystyle {\dot {y}}e^{\int \!a(x)\,dx}+ya(x)e^{\int \!a(x)\,dx}=b(x)\mu (x)}
Легко заметить, что левая часть является производной функции {\displaystyle \mu (x)y(x)} по {\displaystyle x}. Поэтому уравнение можно переписать: 

{\displaystyle (\mu (x)y(x))'=b(x)\mu (x)}
Проинтегрируем: 

{\displaystyle y(x)\mu (x)=\int \!b(x)\mu (x)\,dx+C}
Таким образом, решение линейного уравнения будет: 

{\displaystyle y(x)=e^{-\int \!a(x)\,dx}\left(\int \!b(x)\mu (x)\,dx+C\right)}

#### Метод вариации постоянной (метод Лагранжа)
Рассмотрим однородное уравнение {\displaystyle {\dot {y}}+a(x)y=0}. Очевидно, это уравнение с разделяющимися переменными, его решение: 

{\displaystyle y(x)=ce^{-\int \!a(x)\,dx}}
Решения исходного уравнения будем искать в виде: 

{\displaystyle y(x)=c(x)e^{-\int \!a(x)\,dx}}
Подставив полученное решение в исходное уравнение: 

{\displaystyle {\dot {c}}=b(x)e^{\int \!a(x)\,dx}},
получаем: 

{\displaystyle c(x)=c_{1}+\int \!b(x)e^{\int \!a(x)\,dx}\,dx},
где {\displaystyle c_{1}} — произвольная константа.
Таким образом, решение исходного уравнения можно получить путём подстановки {\displaystyle c(x)} в решение однородного уравнения: 

{\displaystyle y(x)=e^{-\int \!a(x)\,dx}\left(c_{1}+\int \!b(x)e^{\int \!a(x)\,dx}\,dx\right)}

### Уравнение Бернулли
Дифференциальное уравнение {\displaystyle {\dot {y}}+a(x)y=b(x)y^{n}} называется уравнением Бернулли (при {\displaystyle n=0} или {\displaystyle n=1} получаем неоднородное или однородное линейное уравнение). При {\displaystyle n=2} является частным случаем уравнения Риккати. Названо в честь Якоба Бернулли, опубликовавшего это уравнение в 1695 году. Метод решения с помощью замены, сводящей это уравнение к линейному, нашёл его брат Иоганн Бернулли в 1697 году.

### Биномиальное дифференциальное уравнение
Это уравнение вида
{\displaystyle \left(y'\right)^{m}=f(x,y),} где {\displaystyle m} — натуральное число, а {\displaystyle f(x,y)} — многочлен от двух переменных.